# Ljusbord (bildbearbetning)

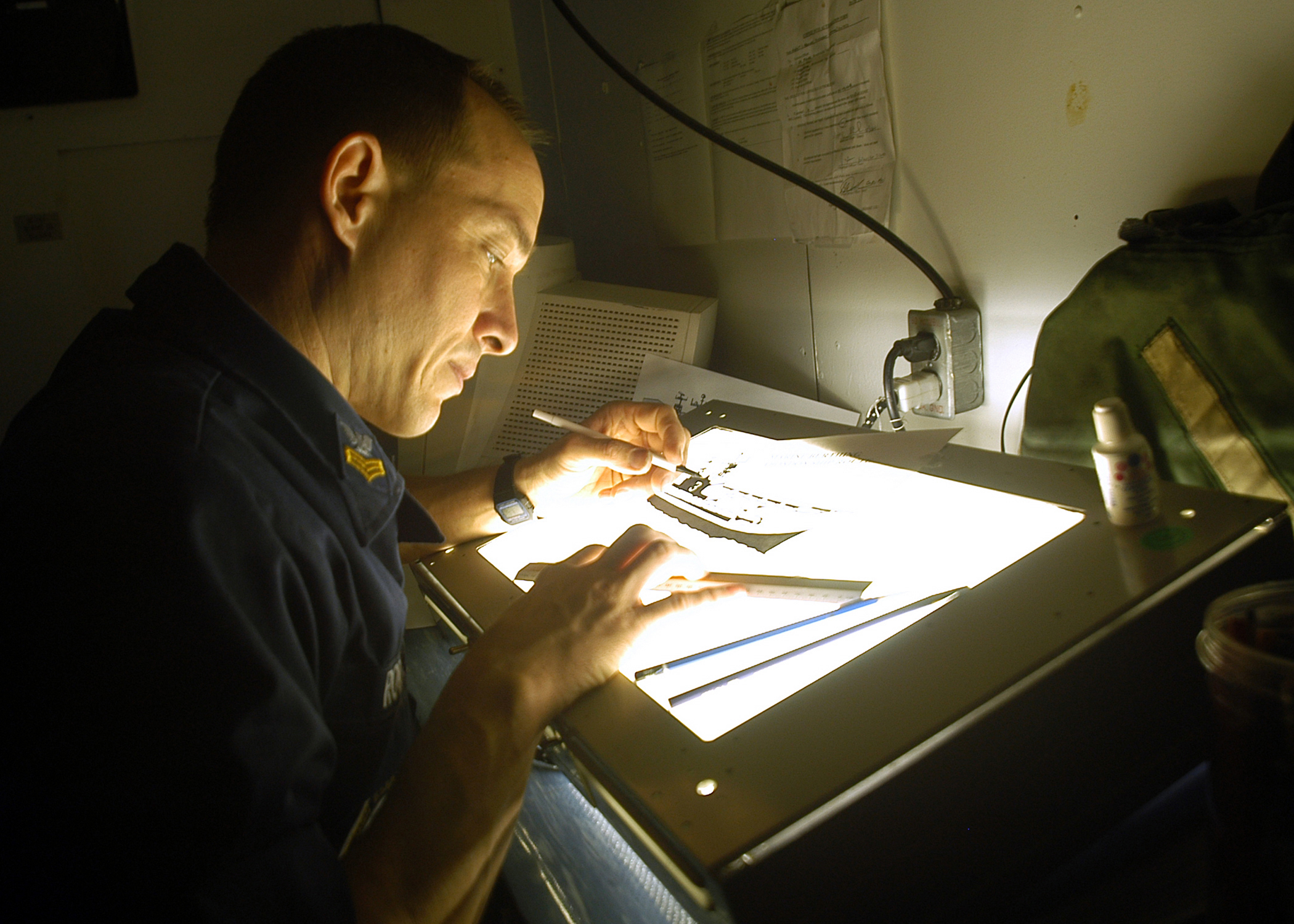
Arbete vid ett ljusbord.

Ett ljusbord eller en ljuslåda är en anordning som huvudsakligen består av en från baksidan belyst glasskiva och används för betraktande av exempelvis diabilder, fotografiska negativ eller röntgenbilder. Ljusbord kan även användas vid tryckerier för att sätta samman sidlayout.

## Beskrivning

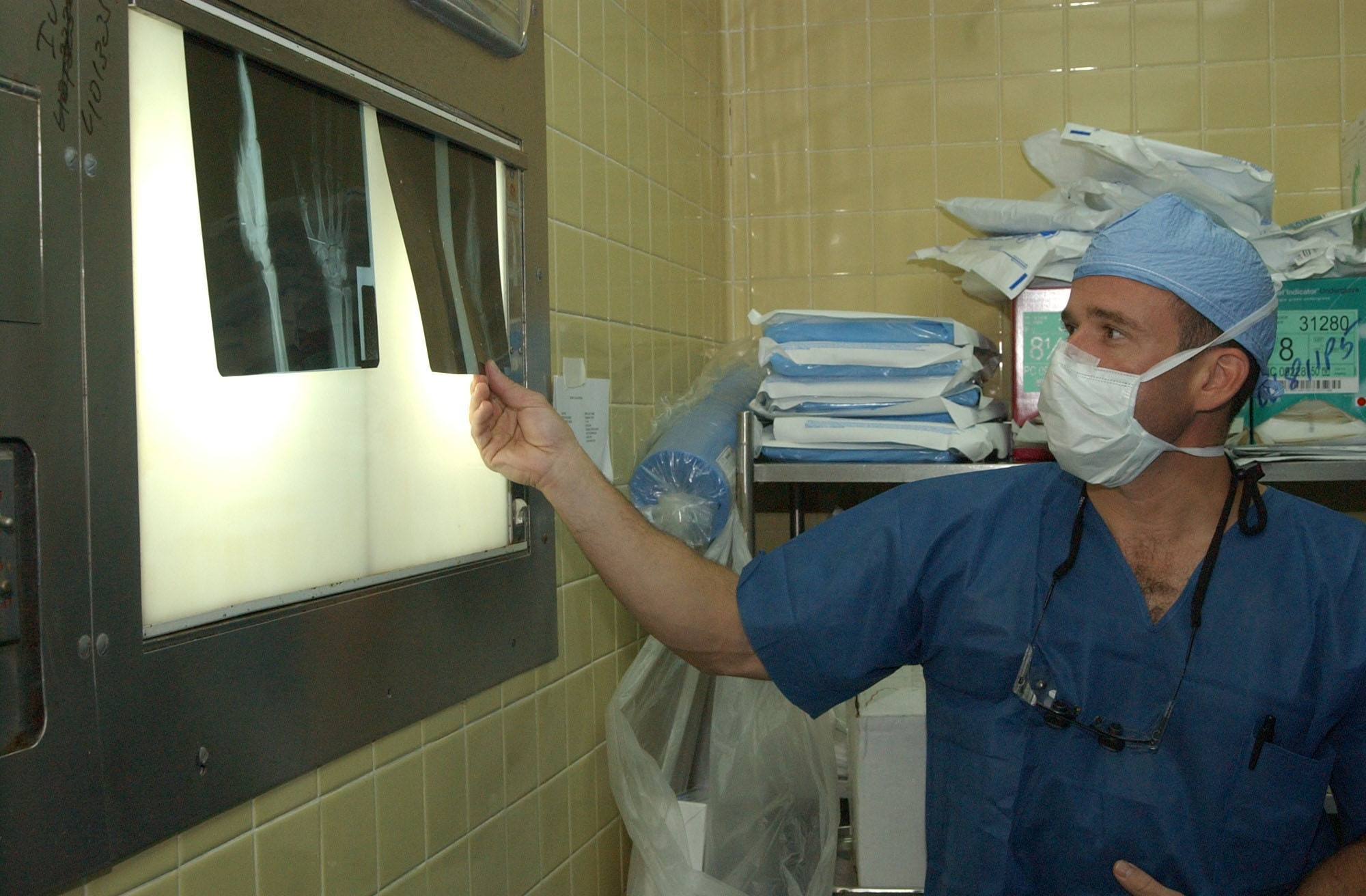
En väggmonterad ljuslåda i en röntgenavdelning.

Tidigare var ett ljusbord ett bord med inbyggd glasskiva och ljus underifrån, ofta lysrör för att få en jämn ljusfördelning över hela glasskivan. I dag används LED-belysning, som är ljudlös och inte alstrar värme. Glaset i ett ljusbord brukar vara opalglas.
Man kan använda ett ljusbord om man vill titta på diabilder eller undersöka negativ med till exempel en lupp. På sjukhus används ljusbord för att kontrollera röntgenbilder; då har man en vertikal ljuslåda, monterad på väggen. Ljusbordet är även ett viktigt hjälpmedel i tryckerier och i film- och fotobranschen där man arbetar med analog bildteknik. På glasskivan kan man placera allt slags genomskinligt material som plastfolier, filmer och transparent papper.
Inom modern reproteknik används ljusbord för att överföra ett analogt negativ till en digital bild med en digitalkamera. Ett negativ placeras i en negativhållare liggande på ett ljusbord och avfotograferas sedan. Ett exempel härför är ett samarbetsprojekt mellan Nordiska museet och Riksarkivet med målet att testa och utforska metoder för hur analoga bildarkiv kan massdigitaliseras.